# Philippe Mousset
Philippe Mousset (ur. 27 maja 1955 w Le Gua) – francuski duchowny katolicki, biskup Périgueux od 2014.

## Życiorys
Święcenia kapłańskie otrzymał 22 maja 1988 i został inkardynowany do diecezji La Rochelle. Po święceniach został wikariuszem w Royan, zaś w latach 1991-2001 był diecezjalnym duszpasterzem młodzieży. W 2001 objął probostwo w Mireuil, a w 2006 został także wikariuszem biskupim dla okolicznych dekanatów.
8 stycznia 2009 papież Benedykt XVI mianował go ordynariuszem diecezji Pamiers. Sakry biskupiej udzielił mu 15 marca 2009 abp Robert Le Gall.
18 czerwca 2014 papież Franciszek ustanowił go biskupem diecezjalnym Périgueux.